# Dimitrie R. Ioanițescu
Dimitrie R. Ioanițescu, cunoscut și ca D. R. Ioanițescu, (n. 14 aprilie 1885 – d. 14 februarie 1970, București, România) a fost un om politic, profesor la Academia de înalte studii comerciale și industriale și ministru al muncii în mai multe rânduri.

## Decorații
- Semnul Onorific „Răsplata Muncii pentru 25 ani în Serviciul Statului” (13 octombrie 1941)[2]